# Kahujów
Kahujów (ukr. Кагуїв) – wieś na Ukrainie, na terenie obwodu lwowskiego, w rejonie stryjskim (d0 2020 roku w rejonie mikołajowskim). Liczy ok. 385 mieszk.
W II Rzeczypospolitej w powiecie lwowskim (województwo lwowskie). Od 1 sierpnia 1934 należała do gminy Czerkasy.